# Kia Seltos
Kia Seltos (укр. Кіа Селтос) — субкомпактний кросовер, що виробляється Kia з 2019 року. 
Його ім'я походить від «Кельтос», сина Геракла з грецької міфології. За словами Кіа, Seltos орієнтований на покоління міленіумів та «юнацьких, технологічних покупців», які шукають транспортний засіб, який виділяється з натовпу. Селтос виробляється в Кванджу, Південна Корея, для світового ринку,  Андхра-Прадеш, Індія — для індійського ринку, та в Яньчені, Китай ― для китайського ринку.

## Опис
Seltos стартував як концепт-кар під назвою SP Concept, який був представлений на автосалоні Auto Expo в лютому 2018 року. Концеп SP мав дуже схожу з нинішнім автомобілем. Потім кросовер було представлено в Нью-Делі, Індія, 20 червня 2019 року. Seltos — це перший автомобіль Kia на індійському ринку.

### SP2
SP2 — це внутрішня кодова назва, що використовується для Seltos південнокорейського виробництва (на відміну від SP2c китайського виробництва та SP2i індійського виробництва). Ця версія також збирається з розбірних комплектів у Росії та Узбекистані. SP2 Seltos побудований на платформі, спільній з Hyundai Kona та Kia Soul.

#### До рестайлінгу

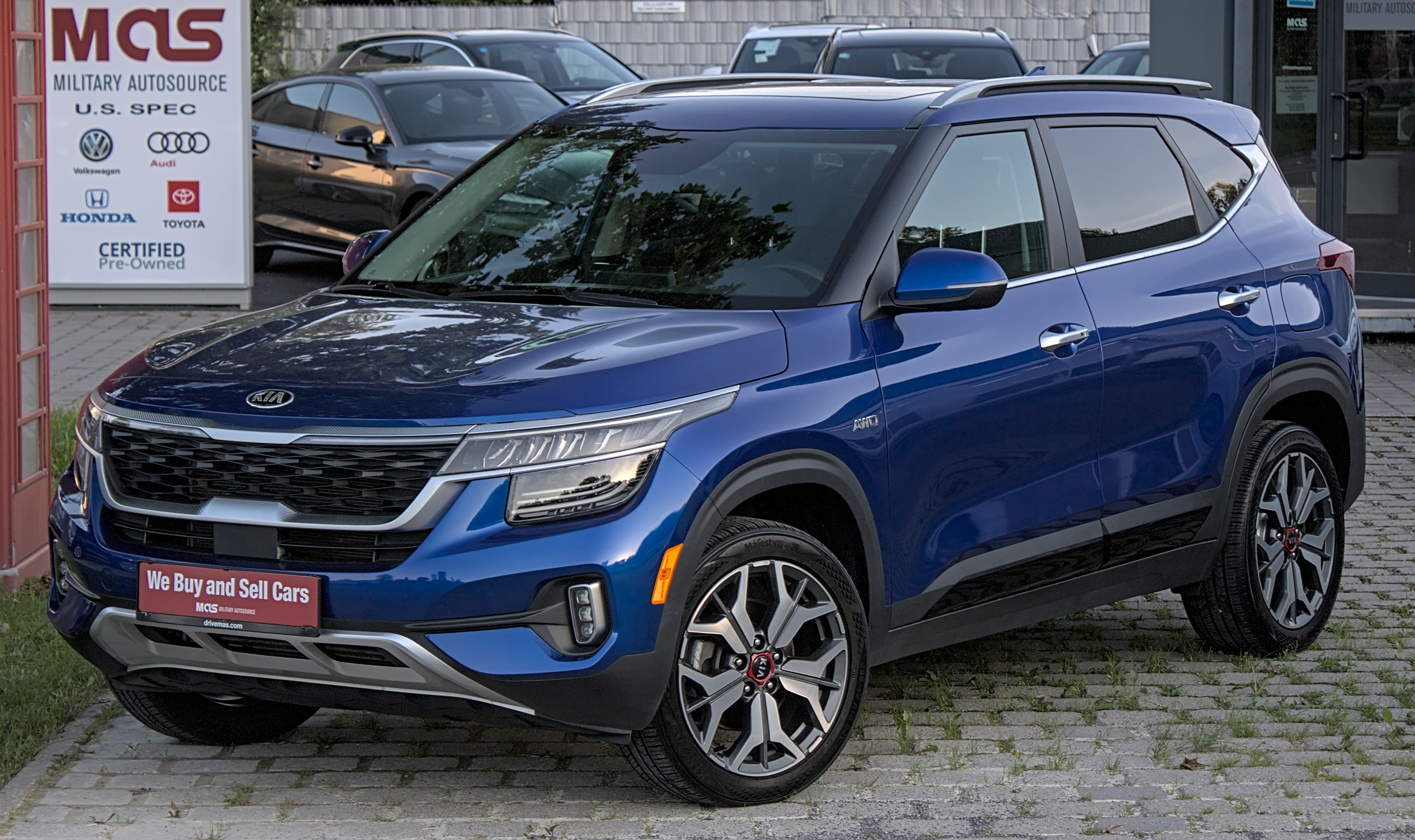
Kia Seltos SP2 (до рестайлінгу)
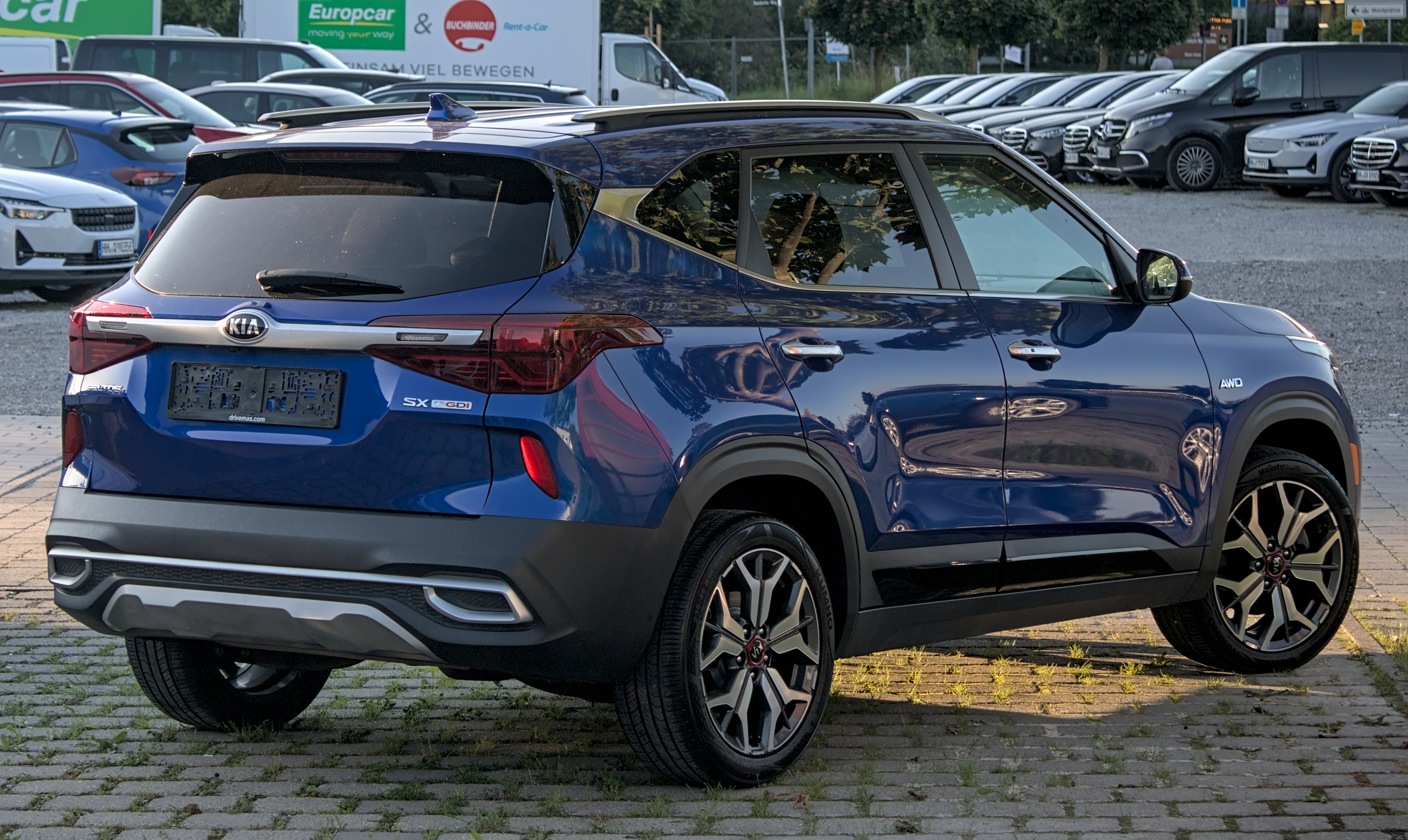
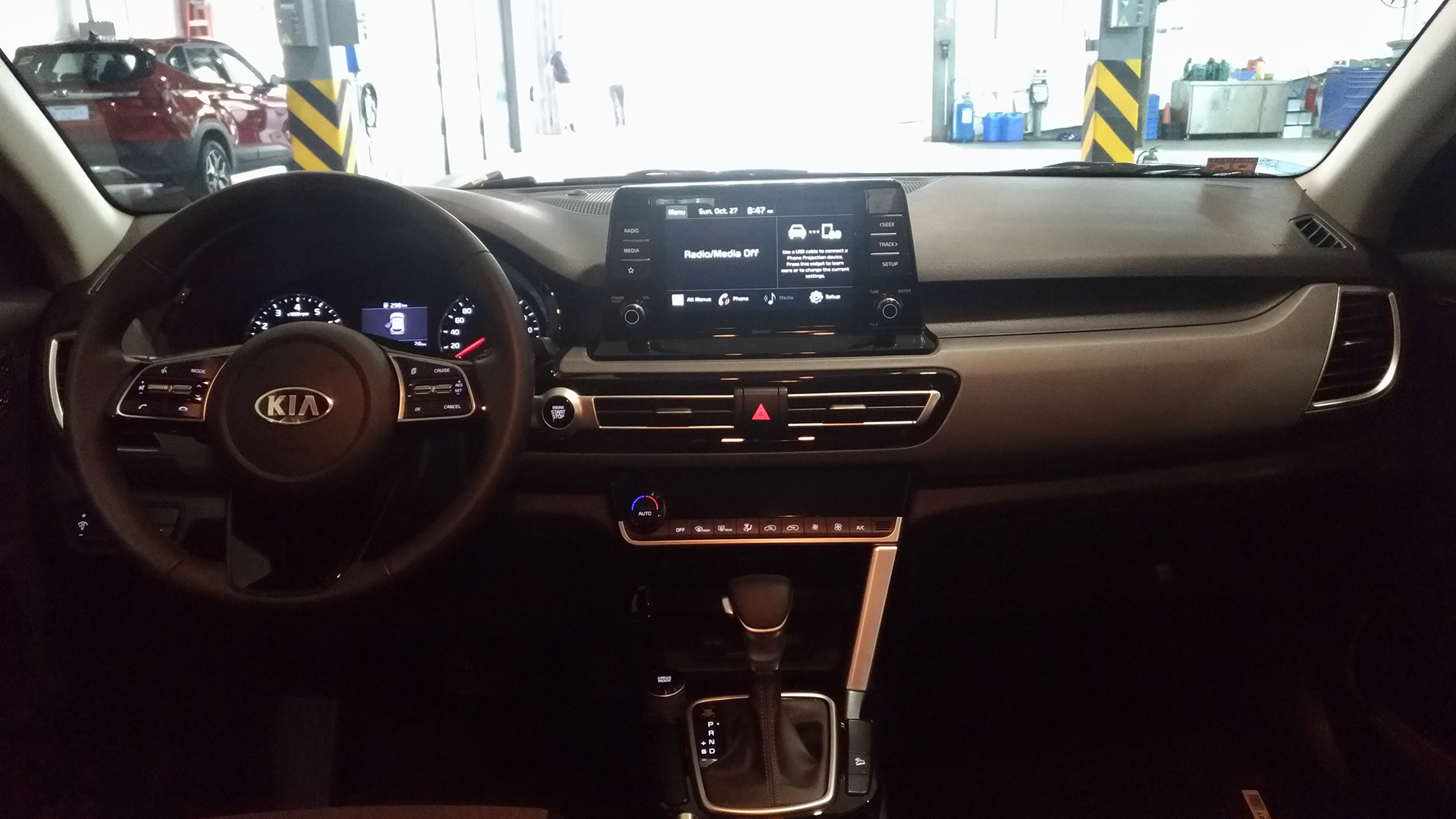

#### Рестайлінг

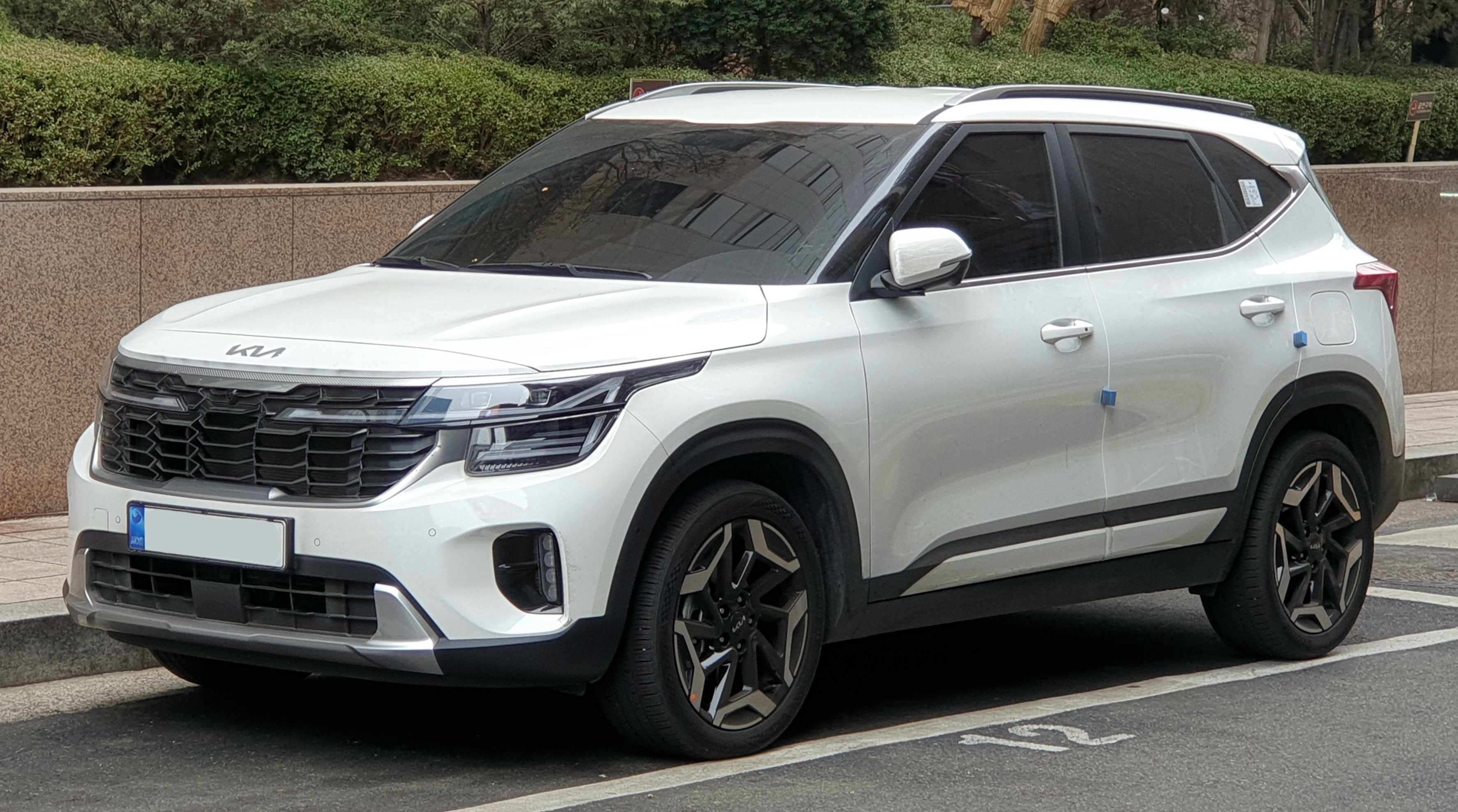
Kia Seltos SP2 (рестайлінг)
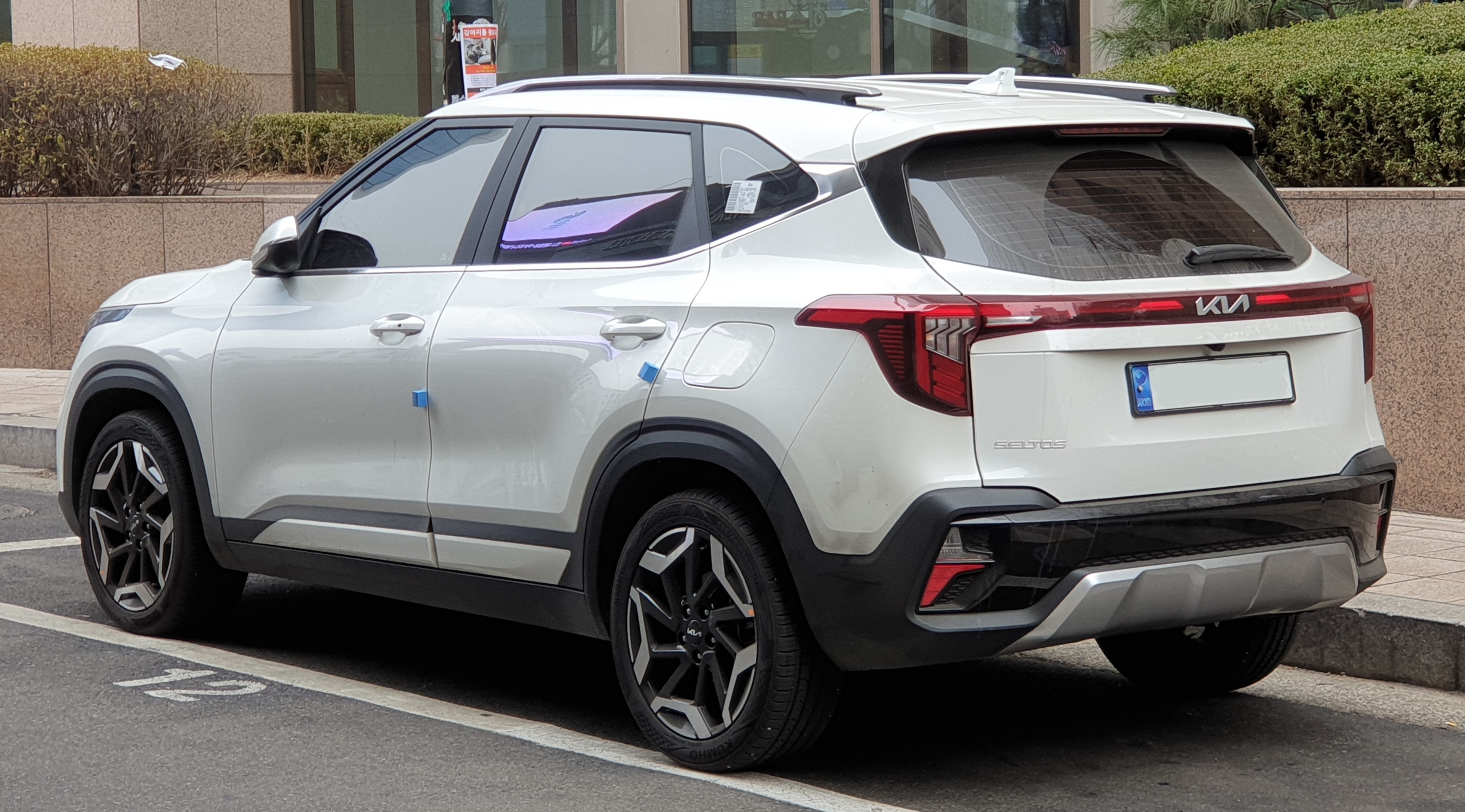
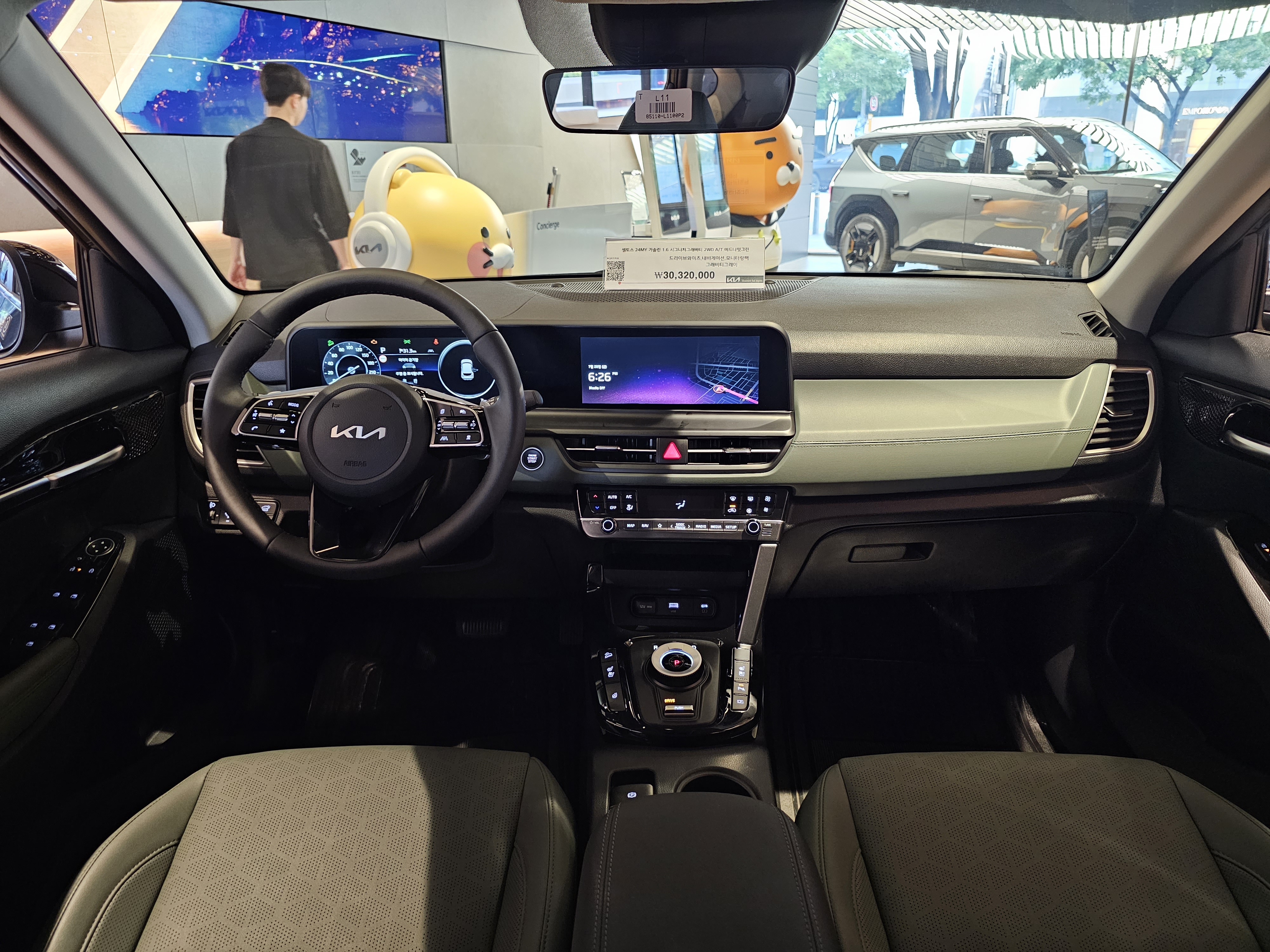

### Безпека
| Водій:            | 5/5 зірок |
| Передній пасажир: | 4/5 зірок |
| Задній пасажир:   | 5/5 зірок |
| Перекидання:      | 4/5 зірок |

### SP2i
SP2i — це внутрішньо відома кодова назва моделі Seltos, що виробляється в Індії та експортується переважно на ринки, що розвиваються. SP2i Seltos коротший на 60 мм (2,4 дюйма) в довжину та на 20 мм (0,8 дюйма) в колісну базу порівняно з SP2.
Візуально SP2i Seltos можна відрізнити від SP2 Seltos за лінією капота, яка закінчується решіткою радіатора, що створює безшовний дизайн капота у формі «розкладачки», тоді як у SP2 Seltos лінія капота закінчується за логотипом Kia. Передня частина також трохи коротша, а задній бампер має більш плоский дизайн. SP2i Seltos, як і китайський KX3, також має інший дизайн внутрішньої панелі приладів порівняно з SP2 Seltos з простішим дизайном вентиляційних отворів системи опалення, вентиляції та кондиціонування повітря та інтегрованим корпусом інформаційно-розважального екрана.
Модель SP2i не пропонується з повним приводом на жодному з ринків. 

#### До рестайлінгу

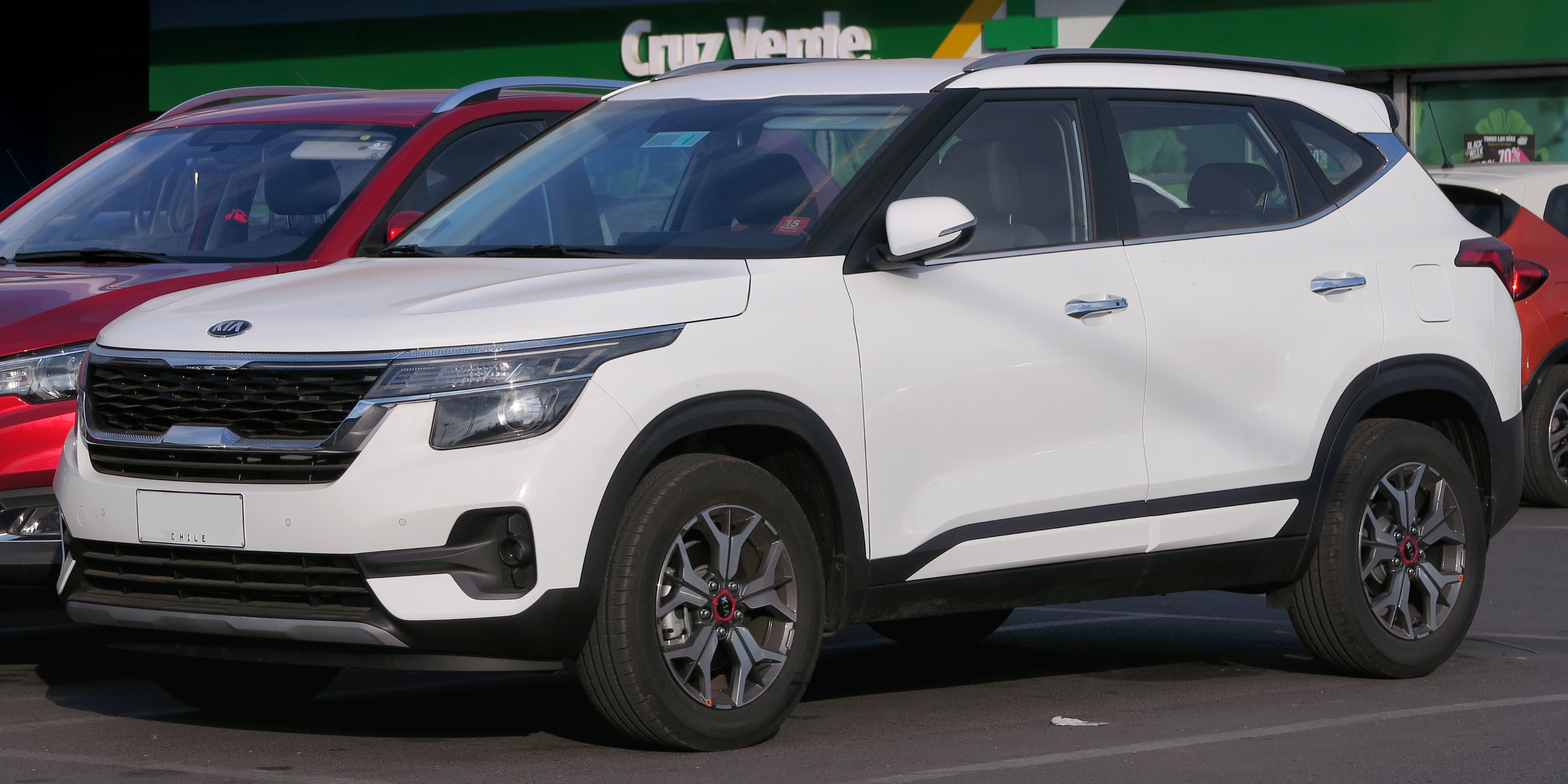
Kia Seltos SP2i (до рестайлінгу)
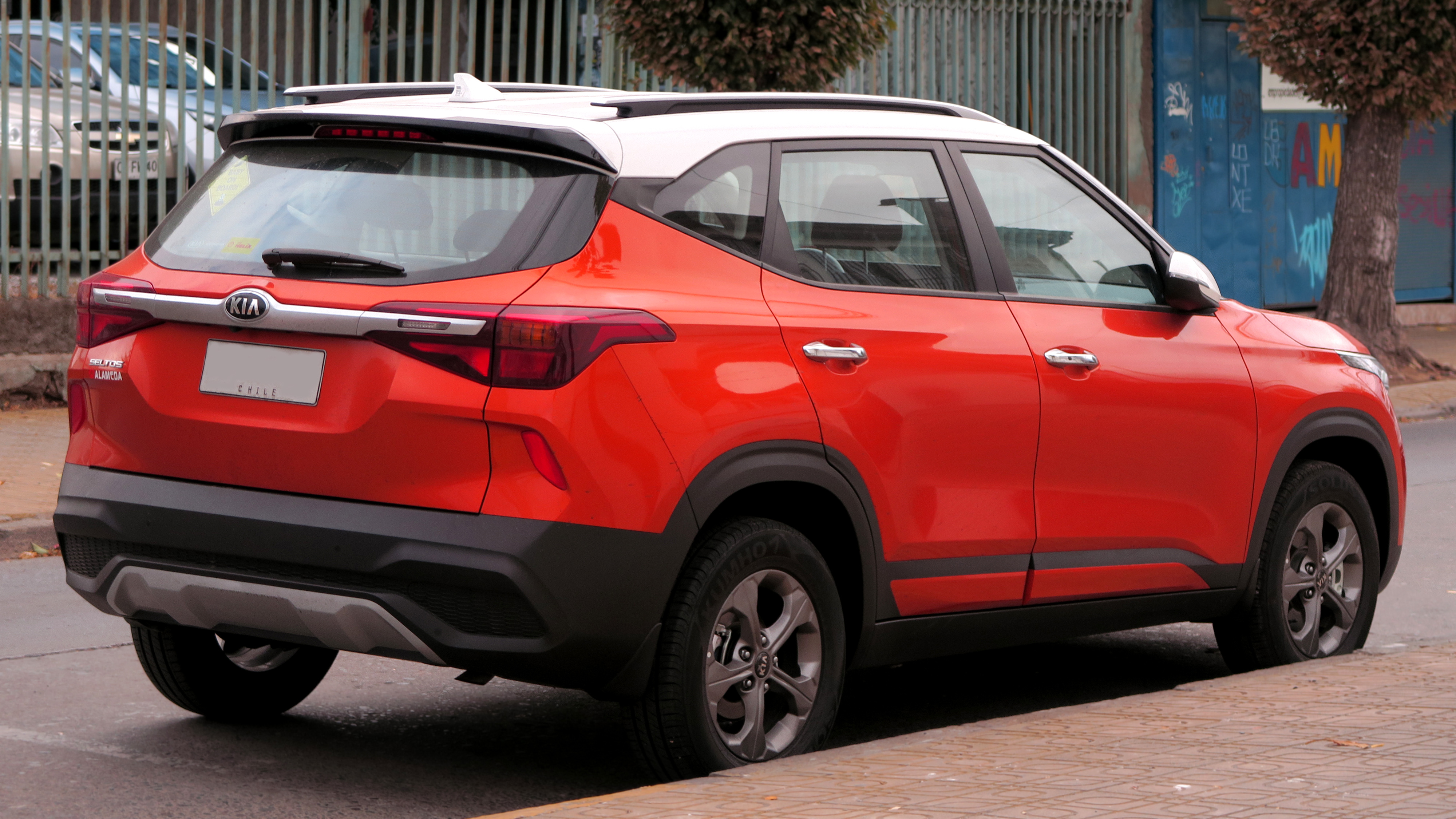
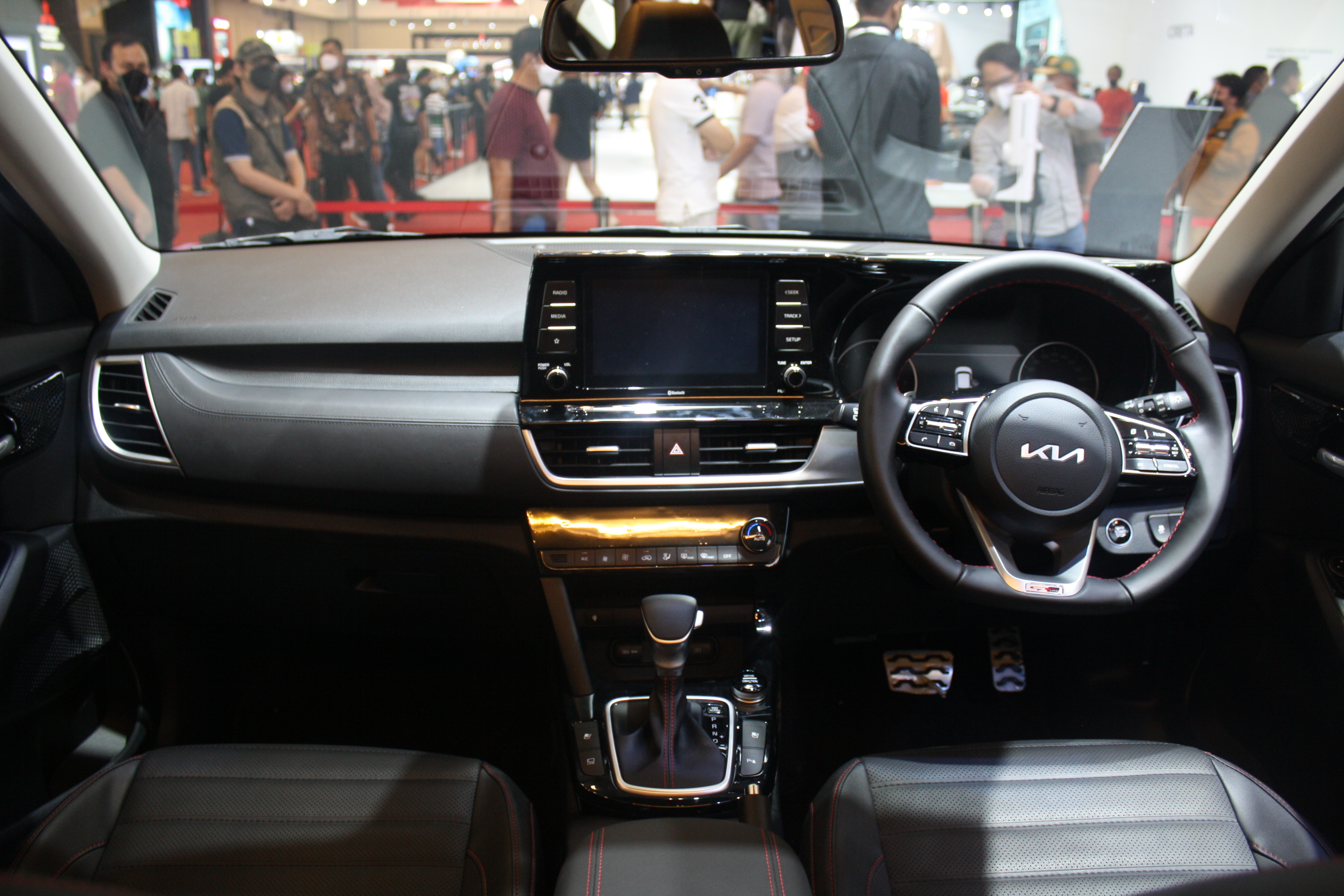

##### Рестайлінг

Kia Seltos SP2i (рестайлінг)

### SP2c
У вересні 2019 року Seltos був представлений на автосалоні в Ченду як Kia KX3 другого покоління. Автомобіль з'явиться на китайському ринку у грудні 2019 року.
У квітні 2023 року KX3 було перейменовано на Seltos, що збіглося з випуском оновленої моделі.  
Оновлений SP2c замінив SP2, виготовлений у Кореї, на Філіппінах у грудні 2023 року, та SP2i, виготовлений в Індії, для ОАЕ та Латинської Америки у серпні 2023 року.

#### Kia KX3 (до рестайлінгу)

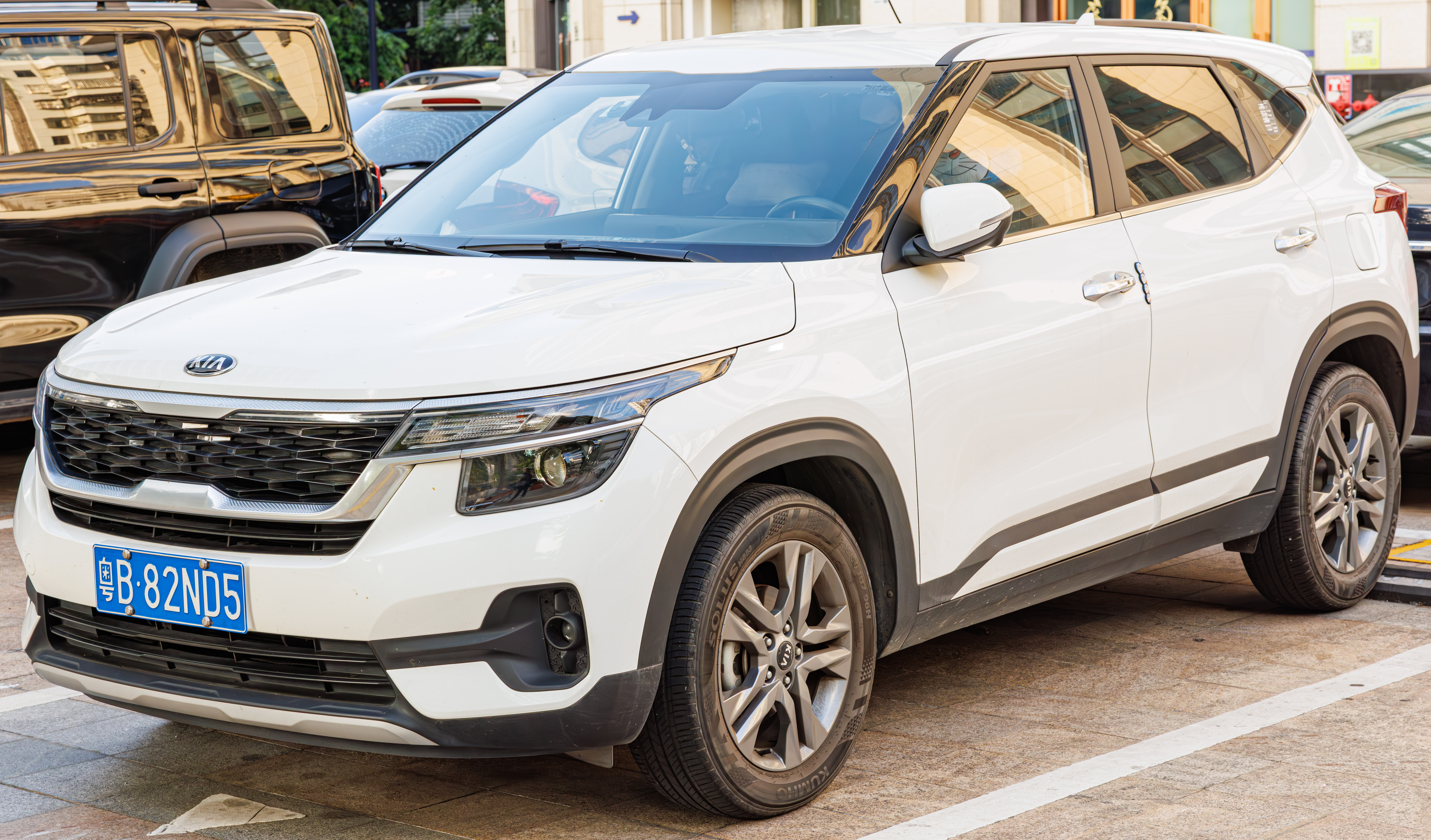
Kia KX3
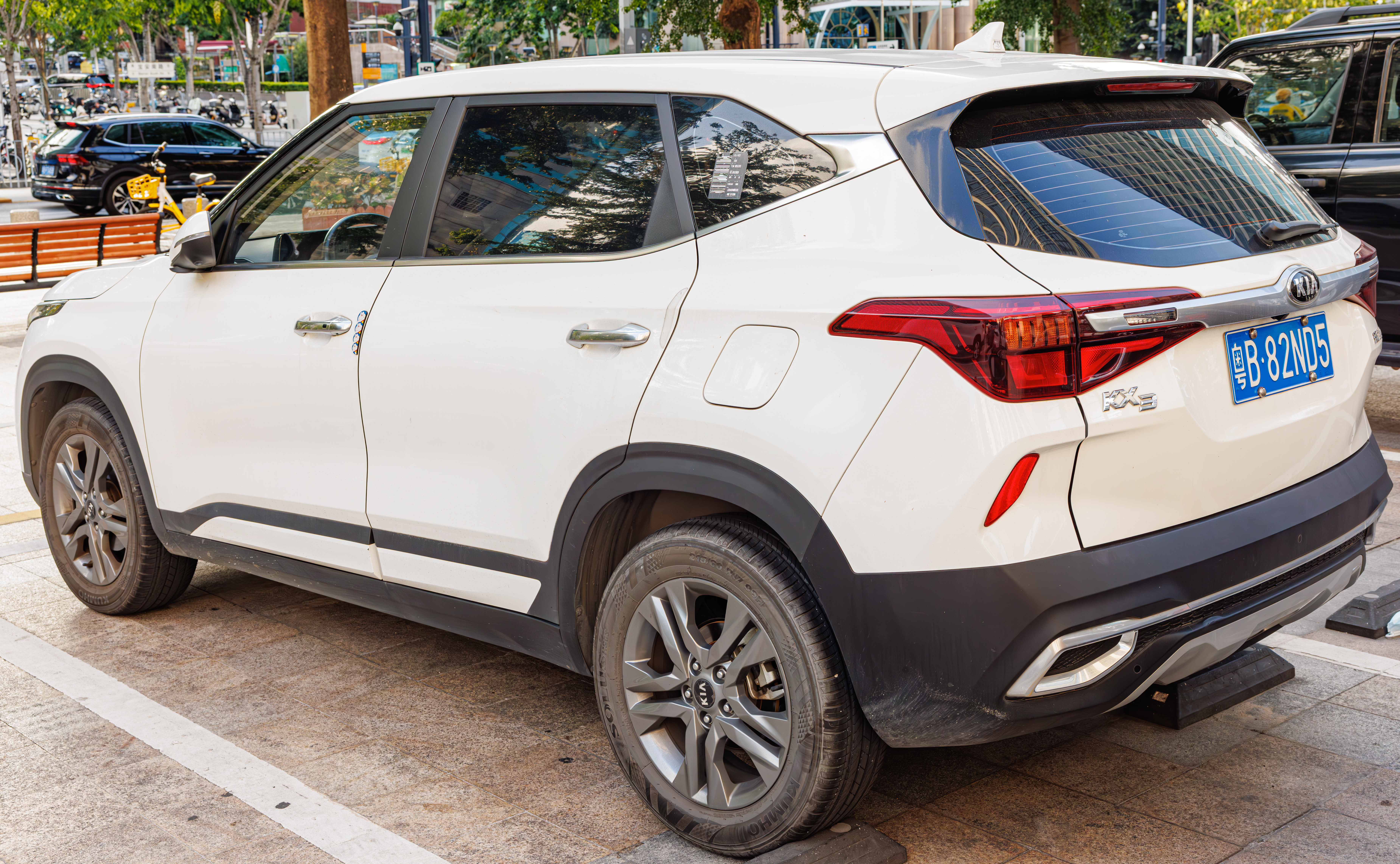

### Рестайлінг

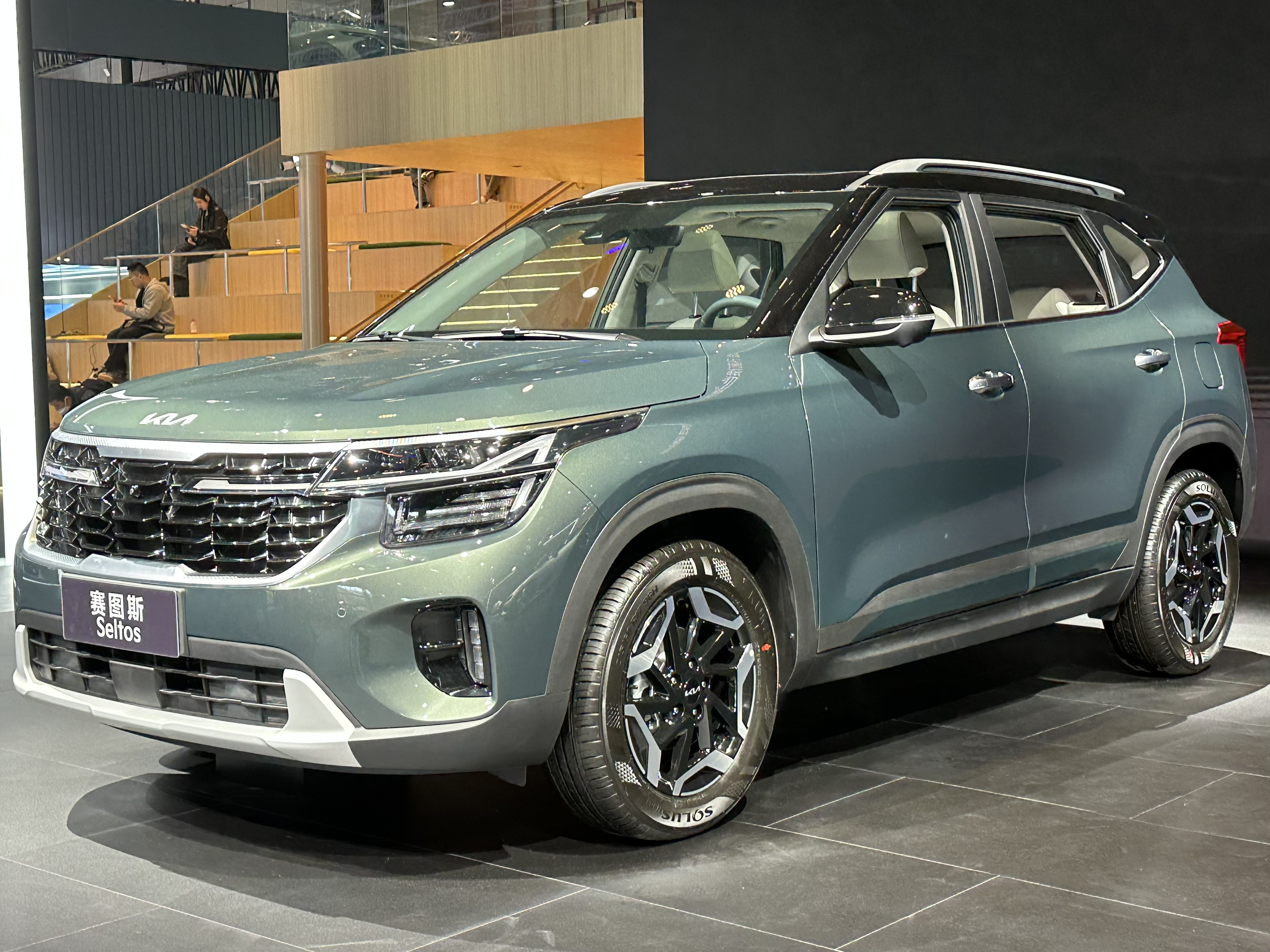
Kia Seltos SP2c
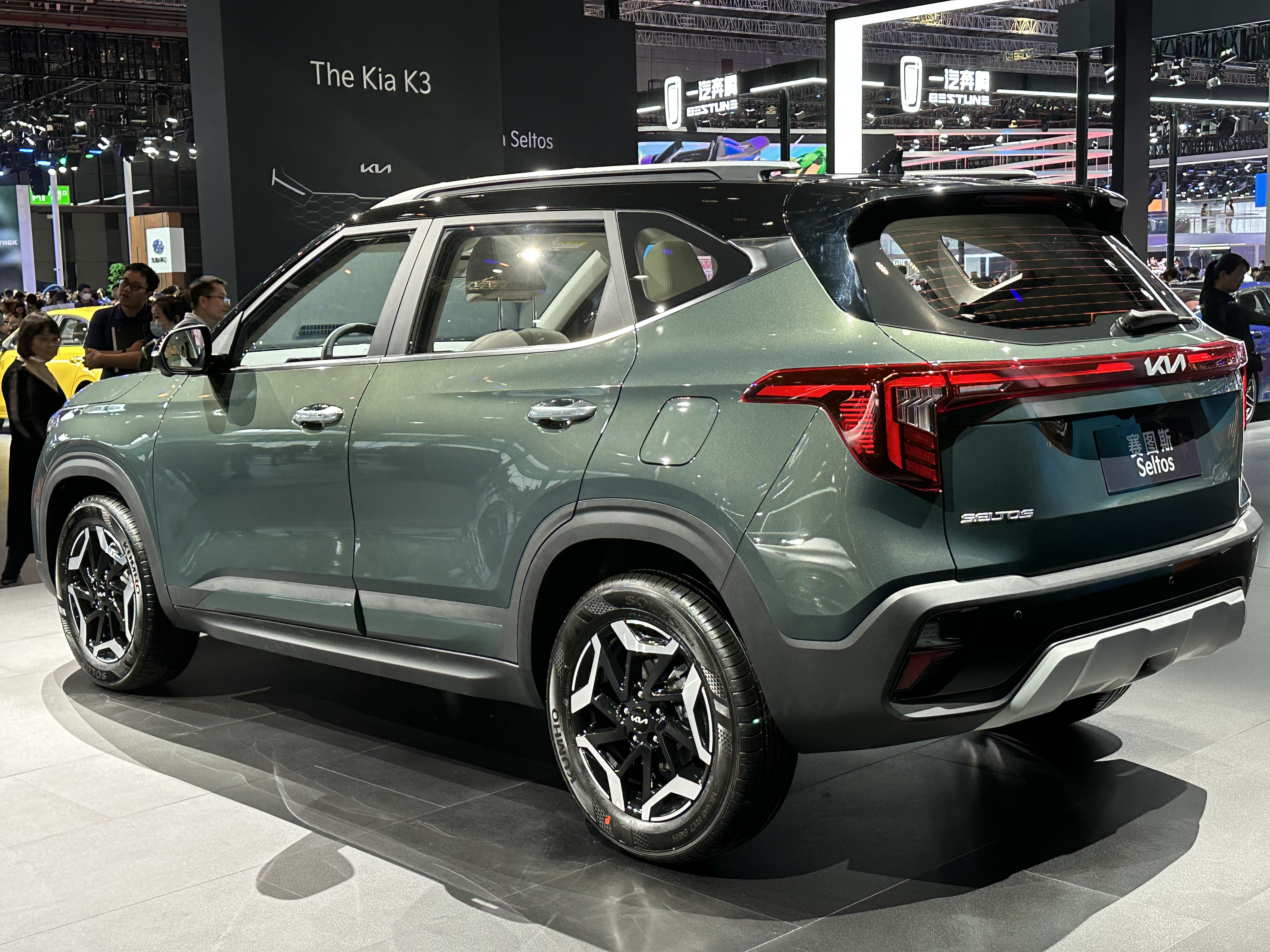

## Двигуни

### Світова модель
- 1.6 Gamma MPI I4 (123 к.с., 151 Нм)
- 2.0 MPI Nu I4 (149 к.с., 179 Нм)
- 1.6 T-GDI Gamma (G4FJ) I4 (177 к.с., 265 Нм)
- 1.6 CRDi U-Line (D4FB) I4 (136 к.с., 320 Нм)

### Індійська модель
- 1.5 Smartstream MPI I4 (115 к.с., 144 Нм)
- 1.6 Gamma MPI I4 (123 к.с., 151 Нм)
- 1.4 Kappa turbo I4 (140 к.с., 242 Нм)
- 1.5 U2 (D4FA) CRDi I4 turbo (115 к.с., 250 Нм)

## Продажі
| рік  | Пд. Корея | Індія  | Китай | Австралія |
| ---- | --------- | ------ | ----- | --------- |
| 2019 | 32,001    | 45,494 | 7,414 | 2,048     |